# 4-й Южнокаролинский пехотный полк
4-й Южнокаролинский пехотный полк (4th South Carolina Infantry) представлял собой один из пехотных полков армии Конфедерации во время Гражданской войны в США. Полк числился в составе Потомакской армии и участвовал к первом сражении при Булл-Ран, где один из его рядовых сделал первый выстрел в этом сражении. В апреле 1862 года полк был переформирован в 4-й Южнокаролинский батальон, а в ноябре того же года переформирован в отдельные роты.
Этот полк не надо путать с аналогичным полком эпохи войны за независимость.

## Формирование
Полк был сформирован 4 февраля 1861 года. 14 апреля год был принят на службу штату сроком на один год в Пендлтоне. Его первым командиром стал конгрессмен Джон Эшмор, но он подал в отставку 15 апреля и 18 апреля звание полковника было присвоено подполковнику Джону Слоану. Подполковником стал Чарльз Мэттисон, майором Джеймс Уитнер.

## Боевой путь
15 апреля полк был направлен из Пендлтона в Коламбию, и днём 16 апреля прибыл в лагерь Кэмп-О'Коннелл. На 17 апреля полк имел следующую структуру:
- Рота А, 107 человек, капитан А. Хок.
- Рота В, 97 человек, Palmetto Riflemen, капитан У. Хэмфрис
- Рота C, 85 человек, капитан Дж. Дин
- Рота D, 95 человек, Piercetown Guards капитан Дж. Лонг
- Рота E, 90 человек, Calhoun Mountaineers, капитан Ф. Килпатрик
- Рота F, 101 человек, Tyger Volunteers, капитан Г. Пул
- Рота G, 90 человек, Saluda Volunteers, капитан Дж. Хоуторн
- Рота H (2-я) 107 человек, Twelve Mile Volunteers, капитан Р. Гриффин
- Рота I, 100 человек, Pickens Guards, капитан У. Холлингсворт
- Рота J, 95 человек, Confederate Guards, капитан У. Андерсон

В мае-июне 1861 года рота А была временно придана 2-му Южнокаролинскому полку.
7 июня 1861 года 4-й Южнокаролинский был принят на службу в армию Конфедерации сроком на 1 год службы. Церемония прошла в лагере Кэмп-О'Коннелл под руководством подполковника Бернарда Би.
15 июня в 8 утра полк отбыл по железной дороге через Вильмингтон, Велдон и Петерсберг в Ричмонд, и прибыл на место вечером 17 июня. Вечером 20 июня полку было приказано отправиться по железной дороге Ориндж-Александрия в Манассас, и 21 июня полк прибыл в лагерь в Кэмп-Пикенс. В те же дни полк был включён в состав 6-й бригады Потомакской армии, которой тогда командовал полковник Джубал Эрли. Но уже 21 июня полк вывели из состава бригады Эрли и отправили в Лисберг, где 23 июня полк разместился в лагере Кэмп-Каролина и поступил в распоряжение майора Натана Эванса. 16 июля началось наступление федеральной армии, поэтому 17 июля полк был вызван из-под Лисберга и вечером того же дня прибыл к основной армии и был помещён на дальнем левом фланге у Каменного Моста.